# Alexandre-Pierre-François Boëly
Alexandre-Pierre-François Boëly (ur. 19 kwietnia 1785 w Wersalu, zm. 27 grudnia 1858 w Paryżu) – francuski kompozytor i organista.

## Życiorys
Uczył się początkowo u swojego ojca, który był muzykiem nadwornym, później studiował w Konserwatorium Paryskim u Ignaza Ladurnera. Początkowo aktywny jako pianista, później zwrócił się ku grze na organach. Pełnił funkcję organisty w paryskich kościołach św. Gerwazego i Protazego (1834–1838) i Saint Germain l’Auxerrois (1840–1851). W 1851 roku zwolniono go pod zarzutem zbyt surowej gry. Działał także jako pedagog.
W swoich kompozycjach i praktyce dydaktycznej nawiązywał do wzorców barokowych. Wywarł duży wpływ na twórczość organową Césara Francka i Camille’a Saint-Saënsa. Jego własna twórczość, mimo historycznego znaczenia, nie zdobyła sobie jednak popularności.